# Anthophora zanoni
Anthophora zanoni är en biart som beskrevs av Giovanni Gribodo 1924.
Anthophora zanoni ingår i släktet pälsbin och familjen långtungebin. Inga underarter finns listade i Catalogue of Life.

## Beskrivning
Ett bi med svart grundfärg, även om hanen har gul munsköld och överläpp. Kroppslängden varierar mellan 10,5 och 11,5 mm. Hanen har lång, vit päls i ansiktet, som på sidorna är uppblandad med svart. Mellankroppen har svarta och vita hår blandade, de två första tergiterna (ovansidans bakkroppssegment) med ljusgrå päls, samt tergit 3 och följande med samma blandning som på mellankroppen. Honan har ljusgrå päls på ansiktet och svart på huvudets sidor. Mellankroppen har samma blandning av svarta och vita hår som hanen, tergiterna 1 och 5 nästan bara vita hår och resten samma blandning som mellankroppen. På tergiternas bakkanter är pälsen tätare, vilket kan ge en svagt randig effekt.

## Ekologi och utbredning
Som alla i släktet är Anthophora zanoni ett solitärt bi och en skicklig flygare. I Egypten, där den finns längs nordkusten, flyger den mellan februari och mars. Den har även påträffats i Libyen.